# Columna del Duque de York

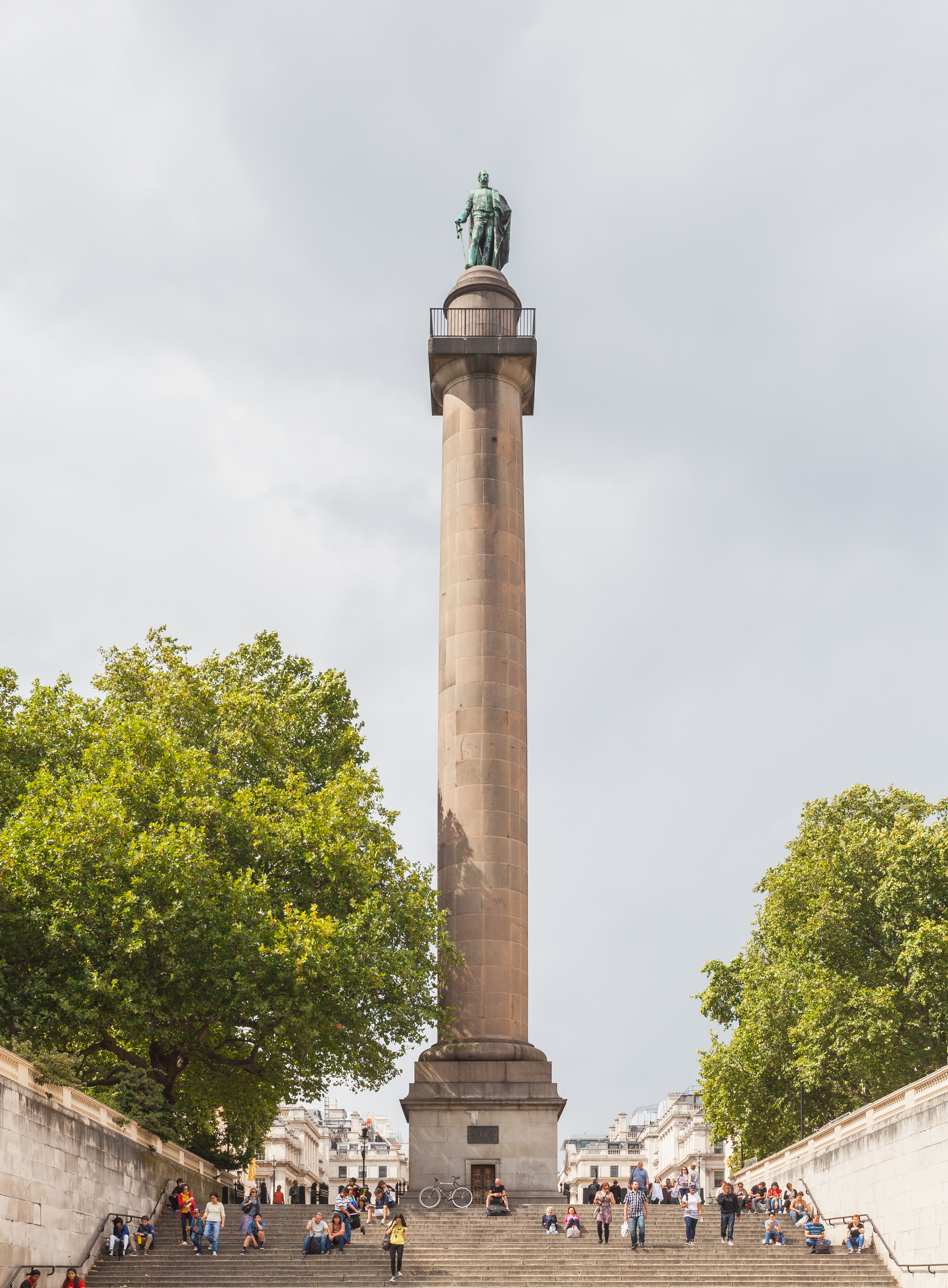
Columna del Duque de York.

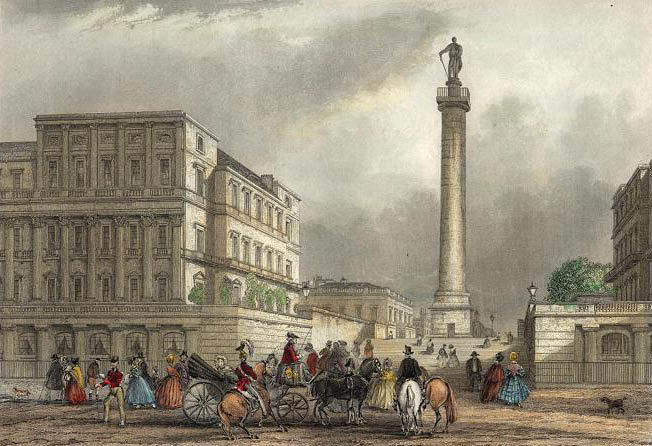
La Columna del Duque de York, vista desde el Mall.

La columna del Duque de York (en inglés: Duke of York Column, llamada también The York Monument) es un monumento situado en Londres, Inglaterra, dedicado al príncipe Federico, duque de York y de Albany, segundo hijo del rey Jorge III del Reino Unido. 
Fue diseñada por Benjamin Dean Wyatt y completada en diciembre de 1832. La estatua del Duque de York fue realizada por Richard Westmacott y fue colocada en lo alto de la columna el 10 de abril de 1834.
La columna está ubicada en el lado sur de Waterloo Place, entre dos inmuebles del Carlton House Terrace. Las escaleras que bajan hacia The Mall, se conocen comúnmente como The Duke of York Steps (los «escalones del duque de York»).

## Historia
El príncipe Federico fue comandante en jefe del ejército de tierra británico durante las Guerras revolucionarias francesas y posteriormente de 1811 a 1827. Condujo una reforma del ejército británico y lo transformó en una fuerza nueva y sólida.
A su muerte en 1827, el ejército británico al completo consagró el importe de un día de salario con el fin de hacer erigir un monumento en su memoria.
Cuando se alcanzó la suma de 21 000 £, el comité del proyecto pidió a varios arquitectos que presentaran sus propuestas y en diciembre de 1830 escogieron el plan concebido por Benjamin Dean Wyatt. 
El mampostero Nowell de Pimlico recibió el encargo de construir la columna por un coste total de 15760 £. Las excavaciones necesarias para la construcción de los cimientos comenzaron el 27 de abril de 1831. Se dispuso una capa de losas de piedra de York para consolidar el hormigón y posteriormente se colocó otra en la cumbre de los cimientos como base de la obra de mampostería.
La cimentación concluyó el 25 de junio del mismo año y la construcción de la columna en piedra se inició tres semanas más tarde.